# Girolamo Tiraboschi
Girolamo Tiraboschi (Bèrgam, 18 de desembre de 1731 - Mòdena, 9 de juny de 1794) fou un erudit i historiador de la literatura italiana.

## Biografia
Als quinze anys va ingressar en la Companyia de Jesús i va assistir a les escoles de Monza i Gènova. El 1755, després d'haver ensenyat en algunes escoles de la província, va ser cridat a la càtedra de retòrica del col·legi jesuític de Brera (Milà), en la seu de l'actual  Acadèmia de Belles Arts. Allà es va lliurar espontàniament a la reorganització de la biblioteca, la futura Biblioteca Nazionale Braidense. En aquest període va adquirir fama d'erudit, que va augmentar després de la revisió del vocabulari italià-llatí de Mandosio (1682 -1736), i especialment després d'una obra monumental sobre l'orde dels Humiliats. El 1770 va ser cridat pel duc de Mòdena Francesc III d'Este a dirigir la Biblioteca Estense com a successor de Zaccaria i Muratori. Tiraboschi va romandre a Mòdena durant la resta de la seua vida.
A Mòdena, en la dècada 1772 - 1782 va compondre la monumental Storia della letteratura italiana, la primera obra completa dedicada a aquest tema. Durant la composició de la Storia della letteratura va publicar algunes obres erudites sobre escriptors del passat, incloent-hi una important biografia de Fulvio Testi i un assaig sobre l'obra del poeta del segle XVI Giovanni Maria Barbieri. Després va continuar elaborant durant molt de temps la Storia della letteratura italiana, fins que en va traure una nova edició en setze volums en el període 1787-1794.
Continuà també l'activitat d'investigació erudita, generalment sobre temes d'història local per als quals era més fàcil revisar els documents del passat. Entre les obres principals hi ha la història de l'Abadia de Nonantola i el Dizionario degli stati estensi, publicat pòstumament en dos volums. Molt important va ser també la seua activitat com a editor del Nuovo Giornale dei letterati d'Italia, en el qual van col·laborar, entre d'altres, Saverio Bettinelli i Clementino Vannetti. Aquest periòdic estava pensat com una actualització contínua de la Storia della letteratura italiana, que precisament s'interrompia en el segle xviii.

## Obres
- De patriae historia, Milà, 1760
- Vetera Humiliatorum monumenta annotationibus ac dìssertationibus prodromis illustrata, 3 vol., Milà, 1766-1768
- Storia della letteratura italiana, Mòdena, 1a edició en 13 volums, 1772-1782; 2a ed. revisada i ampliada, en 15 volums, més un setzè que conté l'índex general, 1787-1794
- Vita del Conte D. Fulvio Testi, Mòdena, 1780
- Biblioteca modenese ovvero notizie della vita e delle opere degli scrittori nati negli stati del duca di Modena, 7 volums, Mòdena, 1781-1786
- Notizie biografiche e letterarie in continuazione della Biblioteca modonese, Reggio, 1796
- Della pittura e della statua di Leonbatista Alberti, Milà, 1804
- Storia dell'augusta abbazia di San Silvestro dì Nonantola, aggiuntovi il Codice Diplomatico della medesima illustrato con note, 2 volums, Mòdena, 1784-1789
- Notizie de' pittori, scultori, incisori, architetti natii degli stati del duca di Modena, Mòdena, 1786
- Notizie della Confraternità di San Pietro Martire in Modena, Mòdena, 1789
- Riflessioni sugli Scrittori Genealogici, Pàdua, 1789
- Dell'origine della poesia rimata, opera di Giammaria Barbieri modenese, pubblicata e con annotazioni illustrata dal cav. ab. Gerolamo Tiraboschi, Mòdena 1790
- Memorie storiche modenesi col Codice Diplomatico illustrato con note, 5 volums, Mòdena, 1793-1795
- Dizionario topografico storico degli stati estensi, Mòdena, 1824-1825 (pòstum)